# Godtfred Holmvang
Godtfred Holmvang   (Stabekk, 7 d'octubre de 1917 - Vancouver, 19 de febrer de 2006) fou un atleta noruec, especialista en el decatló, que va competir durant la dècada de 1940.
El 1948 va prendre part en els Jocs Olímpics d'Estiu de Londres, on fou desè en la prova del decatló del programa d'atletisme.
En el seu palmarès destaca una medalla d'or en la prova del decatló al Campionat d'Europa d'atletisme de 1946. Guanyà el campionat nacional de decatló de 1939, 1946 i 1948; i el de 110 metres tanques de 1946. Va millorar el rècord nacional de decatló en dues ocasions.
La seva carrera esportiva es ve veure interrompuda per la Segona Guerra Mundial i el 1943 fou fet presoner de guerra. També practicava l'esquí i el 1946 va ser recompensat amb l'Egebergs Ærespris.
Un cop retirat de l'esport es va graduar en dret a Oslo i va estudiar a Londres i Harvard. Va treballar a l'ONU en temes de dret marítim internacional i acabà vivint al Canadà, on va treballar com a assessor legal en matèries de la indústria marítima.

## Millors marques
- Decatló. 6.566 punts (1946)[7]